# 瓦納庫內山 (切卡庫佩區)
13°52′31″S 70°53′24″W / 13.87528°S 70.89000°W

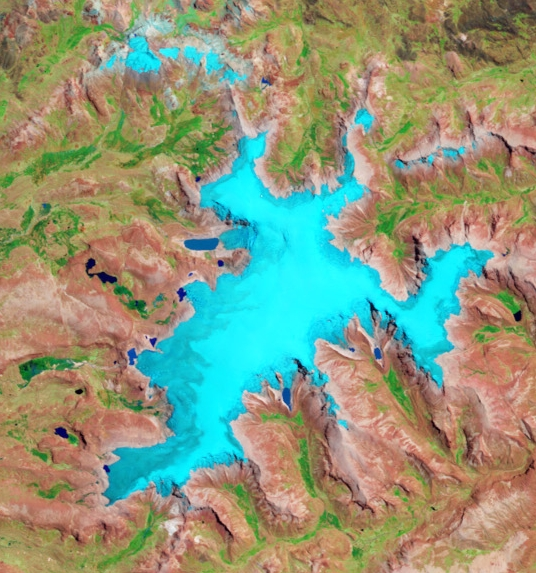

瓦納庫內山（Huanacune），是秘魯的山峰，位於該國東南部庫斯科大區，由坎奇斯省的切卡庫佩區負責管轄，屬於韋爾卡努塔山脈的一部分，海拔高度約5,200米。